# سالاد سرآشپز

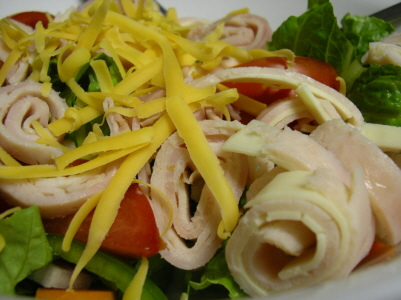
سالاد سرآشپز

سالاد سرآشپز یک سالاد آمریکایی است که از تخم مرغ آب‌پز، یک یا چند نوع گوشت (مانند ژامبون، بوقلمون، مرغ، یا گوشت بریان)، گوجه فرنگی، خیار و پنیر تشکیل شده است که همگی روی یک بستر پر از کاهو یا سبزی برگی دیگر قرار می‌گیرند. چندین دستور پخت اولیه نیز شامل موتوماهیان است. در کنار این سالاد می‌توان از انواع سس‌ها استفاده کرد.

## تاریخچه
مورخان غذا در مورد تاریخچه و ترکیب سالاد سرآشپز اتفاق نظر ندارند. برخی آن را یک غذای گوشتی و سالاد محبوب می‌دانند که در قرن هفدهم در انگلستان و در آمریکای مستعمره محبوب بود. برخی دیگر معتقدند سالاد سرآشپز محصول اوایل قرن بیستم است که از نیویورک یا کالیفرنیا سرچشمه می‌گیرد.
شخصی که بیشتر با تاریخچه این سالاد در ارتباط است، لوئیس دیات، سرآشپز رستوران ریتز کارلتون در شهر نیویورک در دهه ۱۹۴۰ است. در حالی که تاریخ‌دانان غذا دستور پخت او را تأیید می‌کنند، به نظر نمی‌رسد متقاعد شده باشند که او این غذا را به وجود آورده است.

اولین دستور پخت شناخته شده مربوط به سال ۱۹۳۶ است و شامل بسیاری از مواد تشکیل دهنده در دستور العمل‌های بعدی است، اما در آن گوشت وجود ندارد.

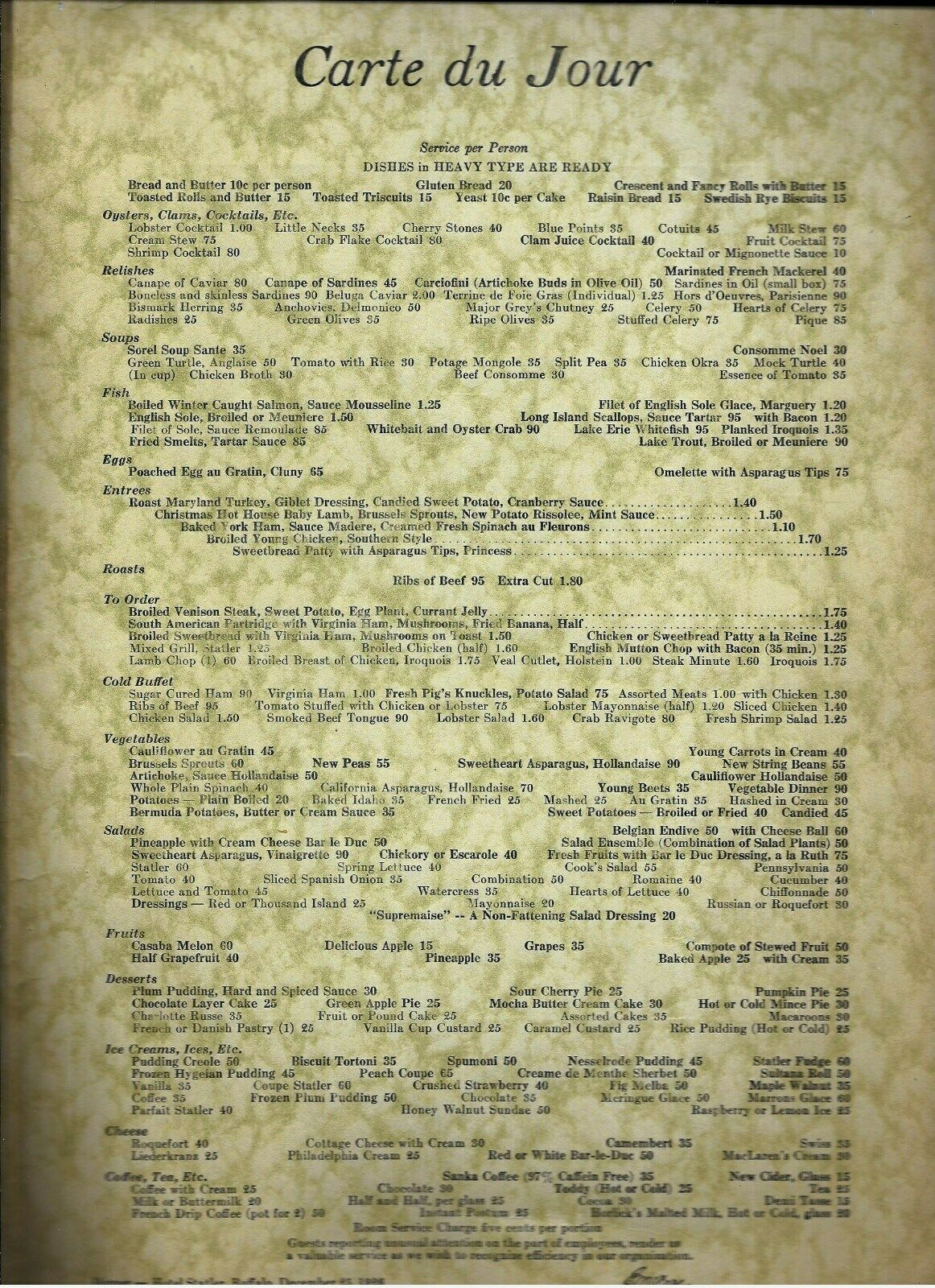
سالاد سرآشپز در منوی هتل استاتلر بوفالو استاتلر ۱۹۲۶

### تاریخچه منو
«سالاد سرآشپز» در منوی انتخابی هتل استاتلر بوفالو در تاریخ دسامبر ۱۹۲۶ دیده می‌شود.